# 沈黙のパレード
『沈黙のパレード』（ちんもくのパレード）は、東野圭吾の推理小説である。2018年10月10日に文藝春秋から単行本が刊行された。ガリレオシリーズ第9弾にして、6年ぶりの単行本となる長編小説。

## 概要
シリーズ前作『禁断の魔術 ガリレオ8』に続く書き下ろし作品。「週刊文春」2018年12月13日号では、原作者はこの作品の最大の読みどころを「被害者の女性を大切に想っていたはずの人々がどのように犯罪に関わっていくのか」という展開だと指摘した。東野はインタビューで「被害者を愛した善良の人々が力を合わせたら、湯川でさえも手こずるような謎が生まれるのではと考えた」と語っている。
2022年9月16日に映画版が公開された。

## あらすじ
警視庁捜査一課の係長・草薙俊平は手一杯であるにもかかわらず、上司の多々良と間宮に呼び出され、部下の内海薫を伴い向かう。そして、飲食店「なみきや」の長女で歌手を目指していた町の人気者・並木佐織が行方不明になり、3年後に遺体で発見されたという事件について説明される。
容疑者の蓮沼寛一は、かつて草薙が多々良や間宮と共に担当した少女殺害事件の容疑者であり、完全黙秘を貫いた末に無罪となり、国から賠償金を得ていた。
今回も黙秘を貫き処分保留で釈放された蓮沼は、佐織の失踪後に引き払っていた菊野市に舞い戻り、「なみきや」に現れて遺族たちを挑発する。市内には、アメリカから戻っていた湯川学が研究拠点を置いていた。草薙は遺族への事情説明に訪れる途上、湯川を訪ね悩みを打ち明ける。
秋になり、菊野市で恒例のパレードが開催される。多くの人々で賑わうその日、蓮沼寛一が何者かによって殺害される。蓮沼に恨みを抱く者は多く、佐織の遺族や関係者をはじめ、動機のある人物は多数存在するが、全員にアリバイがあった。捜査は難航を極めるが、「なみきや」の常連客となっていた湯川は、「蓮沼の傍若無人な振る舞いに憤りを感じていた常連客全員に、殺意があってもおかしくない」と指摘する。
当初は死因すら特定できず捜査が行き詰まるが、湯川の科学的知見と鋭い観察眼が、少しずつ事件の真相を照らし出していく。捜査が進むにつれ、佐織の事件と、19年前の蓮沼無罪判決という少女殺害事件、そして殺された蓮沼を結びつける、新たな繋がりが明らかになる。草薙と内海、そして湯川は、それぞれの信念を胸に、複雑に絡み合った事件の核心へと迫っていく。

## 登場人物

### 前作に引き続いて登場する人物
前作までで明らかになっている人物属性についてはガリレオシリーズ#登場人物を参照
湯川学（ゆかわ まなぶ）
帝都大学理工学部物理学科教授。本作から教授に昇進した。本作の前年にアメリカから帰国、東京都菊野市に新設された金属材料研究所磁気物理学研究部門に研究拠点を移し、研究所内の宿泊設備に寝泊りすることもあった。草薙の悔しい思いを晴らす手がかりを求めて「なみきや」に顔を出すようになり、常連客になる。
草薙俊平（くさなぎ しゅんぺい）
警視庁捜査一課所属の刑事。本作では警部、係長に昇進した。本橋優奈の事件では捜査一課配属直後の若手として蓮沼の取り調べなどに参加し、静岡県にある蓮沼の実家も訪れていた。
内海薫（うつみ かおる）
警視庁捜査一課所属の刑事。本作では巡査部長に昇進した。
岸谷（きしたに）
警視庁捜査一課所属の刑事。本作では警部補、主任に昇進した。
間宮慎太郎（まみや しんたろう）
警視庁捜査一課所属の刑事。本作では管理官に昇進した。本橋優奈の事件では主任として蓮沼に関する捜査を主導していた。
多々良（たたら）
警視庁捜査一課所属の刑事。本作では理事官に昇進した。本橋優奈の事件では係長として捜査を指揮しており、その捜査に関わった間宮と草薙に本作の事件を担当するよう命じる。

### 並木家
並木祐太郎（なみき ゆうたろう）
菊野商店街にある料理店「なみきや」店主。常連客に支えられている店で、気心のしれた常連客は並木家に対して本当の家族と接するかのような深い愛情を注いでいる。
並木真智子（なみき まちこ）
並木祐太郎の妻。「なみきや」では接客の他に調理も担当する。
並木佐織（なみき さおり）
並木夫妻の長女。歌うのが上手で秋祭りでは常に人気者だった。歌手を目指してレッスンを受けていたが、高校卒業後の年明けに突然行方不明となり、3年2か月後、行ったことも無い静岡県で火事になったゴミ屋敷から遺体となって発見された。
並木夏美（なみき なつみ）
並木夫妻の次女。佐織の3歳下。大学2年生。

### 新倉家
新倉直紀（にいくら なおき）
菊野市で病院を複数経営する有名な資産家で代々医者という家系に育ち、自らも医学部に進学するも、学生時代にバンド活動にのめりこみ、大学を中退、医院を継いだ2人の兄から経済的援助を得ながら音楽家として活動している。自らに才能が無いことを思い知り、40歳を過ぎたあたりから才能のある若い人材を見つけて育成することに尽力していた。地元の高校の文化祭で佐織の歌の才能を目の当たりにし、何としても開花させようと努力していた。
新倉留美（にいくら るみ）
直紀の妻。実家は貧しくアパート暮らし、父は個人タクシーの運転手だった。中学校の同級生のクミコと2人でボーカルとピアノだけの『ミルク』というユニットを組んで音楽活動をしていたが、クミコの大学受験のため活動中止。シンセサイザー奏者だった直紀に見出されて新しいバンドのボーカルとしてメジャーデビューし、10年間活動した。30歳になる直前、表舞台からの引退を決意した直紀から求婚され、若い才能を育てようとする直紀を陰で支え続けていた。

### 菊野商店街関係者
戸島修作（とじま しゅうさく）
食品加工業「トジマ屋フーズ」社長。祐太郎の小学校時代からの同級生である。悪いことの大半は一緒に覚えたという悪友で、今でも下の名前で呼び合う。町外れにある工場に多種多様な冷凍設備を有しており、3月ごろには液体窒素を扱っていた従業員が窒息死しかけるという事故があった。
高垣智也（たかがき ともや）
菊野在住で、4つ離れた駅の近くにある印刷会社に勤務している。佐織の恋人だったが、夏美と里枝以外にはそのことを佐織が失踪するまで隠していた。佐織より5歳年上である。
高垣里枝（たかがき りえ）
高垣智也の母。看護師である。息子と二人暮らし。料理が得意。
宮沢麻耶（みやざわ まや）
市内でも有数の大型書店「宮沢書店」の跡継ぎ。30代前半だが、リーダーシップがあり、町内会の理事や毎年10月に行われるキクノ・ストーリー・パレードの実行委員長を務めている。パレードでは「チーム菊野」を率いて、前年には「かぐや姫」本作の年には「宝島」の演し物で参加した。
森元（もりもと）
北菊野町の町内会役員で、自動車修理工場を経営。蓮沼殺害現場近くで発見されたヘリウムボンベに指紋が残っていた。ボンベはパレード当日に配っていた風船に使っていたもので、発見された物はその現場から盗まれたものだった。

### 本橋家の関係者
本橋優奈（もとはし ゆうな）
23年前の5月に東京都足立区にある自宅近くの公園へ向かったきり行方不明になり、約4年後に奥多摩の山中で白骨死体となって発見された。失踪当時は12歳であった。
本橋誠二（もとはし せいじ）
優奈の父。親から引き継いだ部品工場を経営していた。優奈の死体発見時は52歳。60歳になったのを機に会社の経営から身を引き、老人用マンションに転居していた。6年前に食道癌で死亡。
本橋由美子（もとはし ゆみこ）
優奈の母。優奈失踪の1か月後に自宅近くのビルから飛び降り自殺した。旧姓・藤原（ふじわら）。自動車メーカーに勤めているときに子会社の跡取り息子だった誠二と知り合い、結婚。結婚前の写真類が全く残されていなかった。
沢内幸江（さわうち さちえ）
本橋誠二の実妹。一人息子が独り立ちしたこともあり、誠二が転居したあとの家に転居。2年前に夫に先立たれていた。

### 蓮沼家
蓮沼寛一（はすぬま かんいち）
優奈の失踪当時は30歳で、誠二が経営する工場の従業員だった。優奈殺害容疑で多々良、間宮、草薙らが逮捕し起訴されたが、黙秘を貫き、証拠不充分で無罪となっていた。父親は警察が自白至上主義だった時代の刑事で、自慢話に出てくる被疑者たちを反面教師としての行動だった。佐織の失踪直後に菊野市南菊野のアパートを引き払い、死体発見時には江戸川区のアパートに在住しており、草薙らが逮捕するが、検察は処分保留にして釈放する。その後、契約更新を機にアパートを追い出されて菊野市内にある増村の居室に居候していたが、キクノ・ストーリー・パレードの日に死体となって発見される。死体からは睡眠薬が検出されたが、死因は窒息死としか判明しなかった。
蓮沼芳恵（はすぬま よしえ）
寛一の継母。静岡県に在住。寛一が優奈の死体を焼却するまで隠していたとみられる冷蔵庫を自宅に持ち込まれ、使わずに置いていた。ゴミ屋敷と化した自宅で6年前に死亡していたとみられるが、近所付き合いも無かったために気付かれず、自宅が火事になったため、死亡が明らかになった。

### 増村家の関係者
増村栄治（ますむら えいじ）
廃品回収会社に勤務し、菊野市内にある倉庫の管理事務所を借りて居住している。70歳前後。中学を卒業して電機メーカーに約14年勤めていたが、階下の住人とのトラブルが傷害致死に発展し、懲役3年の実刑を受けていた。服役後は建設業の日雇いなどを経て、約4年前に前科者でも雇うという情報があった現在の勤め先に就職し、同僚になった蓮沼と親しくなった。佐織失踪直後に行方不明になった蓮沼から、警察の捜査が入っているかどうか探るのが目的と思われる公衆電話からの連絡を何度も受けていた。
岡野勇（おかの いさむ）
増村の実父。増村が6歳の時に離婚している。
藤原貴美子（ふじわら きみこ）
増村の母親。増村が就職して約10年後、くも膜下出血で死亡。
藤原泰明（ふじわら やすあき）
貴美子の再婚相手。増村栄治が8歳の時に再婚。再婚の5年後に事故死。

### 警察関係者
武藤（むとう）
菊野警察署の刑事（警部補）。並木佐織変死事件の継続捜査を担当。
島岡（しまおか）
鑑識課の主任。湯川の仮説に基づいた蓮沼殺害方法を再現する実験の責任者。
上野（うえの）
静岡県警の刑事。佐織の死体発見現場に草薙と内海を案内した。

## 書誌情報
- 単行本：2018年10月10日[1]、文藝春秋、ISBN 978-4-16-390871-7
- 文庫本：2021年09月10日[3]、文春文庫、ISBN 978-4-16-791745-6

## 映画
テレビドラマ『ガリレオ』の劇場版第3作として、2022年9月16日に公開された。監督の西谷弘や主演の福山雅治がそれぞれテレビシリーズから続投し、同様にテレビシリーズで内海薫を演じた柴咲コウが2008年公開の『容疑者Xの献身』以来、約14年ぶりに劇場版作品に同役で出演する。

### キャスト
- 湯川学：福山雅治
- 内海薫：柴咲コウ[7][8][9]
- 草薙俊平：北村一輝[7][8][9]
- 並木祐太郎：飯尾和樹[10][11]
- 並木真智子：戸田菜穂[10][11]
- 戸島修作：田口浩正[10][11]
- 増村栄治：酒向芳[10][11]
- 高垣智也：岡山天音[10][11]
- 並木佐織：川床明日香[12]（赤ちゃん時代：宮島瑠花[13]、幼児時代：山田小媛[13]、5歳時：有田麗未[14]、小学生時代：米村莉子[13]）
- 本橋誠二：清水伸[15]
- 本橋由美子：山田キヌヲ[16]
- 並木夏美：出口夏希[12]
- 蓮沼寛一：村上淳[10][11]
- 宮沢麻耶：吉田羊[10][11]
- 新倉留美：檀れい[10][11]
- 新倉直紀：椎名桔平[10][11]
- 本橋優奈：大島美優[17]
- 山田（ランチの客）：しゅはまはるみ[18]
- 武藤勇人（菊野署刑事）：三浦健人[19]
- 谷謙太郎（菊野署刑事）：田中光輔[20]
- 三神徹子（菊野署刑事）：桜木梨奈[21]
- 島岡早貴（鑑識課主任）：徳橋みのり[22]
- 矢野秀樹（警視庁捜査一課長）：小沼朝生[23]
- 間宮昌明：モロ師岡[24]
- 記者：津田寛治[25]

### スタッフ
- 原作：東野圭吾『沈黙のパレード』（文春文庫刊）
- 監督：西谷弘
- 脚本：福田靖
- 音楽：菅野祐悟、福山雅治
- 主題歌：KOH+「ヒトツボシ」（アミューズ / ユニバーサルJ）[26]
- 劇中使用曲
  - 「The Voice 〜"Jupiter" English Version〜」
  - 「マーチングドリーム Again」
  - 「CLEOPATRA」[注 1]
  - 「燦頼灯-SUNLIGHT-」
  - 「Your Colorful Songs」
  - 「ウェルカムグッバイ」
  - 「情熱のセレナーデ」
- 製作：大多亮、荒木宏幸、中部嘉人
- エグゼクティブプロデューサー：臼井裕詞
- プロデューサー：鈴木吉弘、大澤恵、山邊博文
- 撮影：山本英夫
- 照明：小野晃
- 美術：清水剛
- 装飾：田口貴久
- 整音：瀬川徹夫
- 録音：藤丸和徳
- 編集：山本正明
- VFXスーパーバイザー：田中貴志
- 選曲：藤村義孝
- 音響効果：大河原将
- スクリプター：佐山優佳
- 助監督：村上秀晃
- 制作担当：三浦吉弘
- 配給：東宝
- 制作プロダクション：ギークサイト
- 製作：「沈黙のパレード」製作委員会（フジテレビジョン、アミューズ、文藝春秋、FNS27社）

### 受賞
- 第47回報知映画賞 主演男優賞（福山雅治）[27]
- 第65回ブルーリボン賞 助演男優賞（飯尾和樹）[28]

### テレビ放映
| 回 | 放送日        | 放送時間      | 放送局     | 放送枠         | 平均世帯 視聴率 | 備考         | 出典   |
| -- | ------------- | ------------- | ---------- | -------------- | --------------- | ------------ | ------ |
| 1  | 2024年3月30日 | 21:00 - 23:35 | フジテレビ | 土曜プレミアム | 7.8%            | 地上波初放送 | [ 29 ] |